# Poirot Investigates
Poirot Investigates est le titre de deux recueils de nouvelles policières écrites par Agatha Christie, regroupant plusieurs affaires élucidées par le détective belge Hercule Poirot, assisté de son ami le capitaine Hastings, narrateur des nouvelles.
Ce recueil a été publié dans deux versions différentes :
- la première, groupant 11 nouvelles, publiée en 1924 au Royaume-Uni ;
- la seconde, groupant 14 nouvelles, publiée en 1925 aux États-Unis.

## Composition du recueil britannique (1924)
Le recueil a été initialement publié en 1924 à Londres, chez l'éditeur The Bodley Head.
1. The Adventure of the Western Star (L'Aventure de l'Étoile de l'Ouest)
2. The Tragedy at Marsdon Manor (La Tragédie de Marsdon Manor)
3. The Adventure of the Cheap Flat (L'Aventure de l'appartement bon marché)
4. The Mystery of Hunter's Lodge (Le Mystère de Hunter's Lodge)
5. The Million Dollar Bond Robbery (Vol d'un million de dollars de bons)
6. The Adventure of the Egyptian Tomb (L'Aventure du tombeau égyptien)
7. The Jewel Robbery at the Grand Metropolitan (Vol de bijoux à l'Hôtel Métropole)
8. The Kidnapped Prime Minister (L'Enlèvement du Premier ministre)
9. The Disappearance of Mr Davenheim (La Disparition de M. Davenheim)
10. The Adventure of the Italian Nobleman (Le Crime de Regent's Court)
11. The Case of the Missing Will (L'Énigme du testament de M. Marsh)

## Suppléments de l'édition américaine (1925)
L'édition américaine, publiée en 1925 à New York chez Dodd, Mead and Company, reprend les onze mêmes nouvelles en y ajoutant trois autres.
Ces trois nouvelles de l'édition américaine sont reprises au Royaume-Uni, en 1974, dans le recueil Poirot's Early Cases (mais pas dans l'édition américaine de ce recueil, parue sous le même titre en 1974).
1. The Veiled Lady (La Femme voilée)
2. The Lost Mine (La Mine perdue)
3. The Chocolate Box (La Boîte de chocolats)

## Publication française
Une adaptation partielle de ce recueil est parue en France, en 1968, sous le titre Les Enquêtes d'Hercule Poirot, reprenant neuf des onze nouvelles du recueil britannique de 1924. Les deux nouvelles absentes sont :
1. The Jewel Robbery at the Grand Metropolitan (Vol de bijoux à l'Hôtel Métropole), publiée en 1986 dans Marple, Poirot, Pyne... et les autres
2. The Disappearance of Mr Davenheim (La Disparition de M. Davenheim), publiée en 1971 dans Allô, Hercule Poirot

En 1990, dans le cadre de la collection « Les Intégrales du Masque », le recueil est réédité en se conformant à la composition du recueil américain (14 nouvelles).

## Historique
Lors de la composition du recueil britannique, en 1924, John Lane, patron des éditions Bodley Head, tenta d'imposer à Agatha Christie le titre de « The Grey Cells of Monsieur Poirot », mais y renonça devant la désapprobation de son auteur et lui proposa alors le titre de « Poirot Investigates », qui fut approuvé par la romancière.
Il était également désireux, ainsi que le rapporte Janet Morgan, biographe d'Agatha Christie, de ne pas inclure ce recueil de nouvelles parmi les six livres que la romancière lui devait par contrat, ce en quoi il n'obtint pas gain de cause. Ce différend sur les ouvrages dus par Agatha Christie à son éditeur – John Lane ayant argüé que la pré-publication des nouvelles dans les colonnes de l'hebdomadaire The Sketch, en 1923, n'aurait pas permis d'inclure le recueil parmi les ouvrages prévus – accéléra d'ailleurs la brouille entre l'écrivain et son éditeur et la recherche d'un nouveau support de publication, moins désavantageux pour la romancière.

## Adaptations
Toutes ces nouvelles ont été adaptés dans la série télévisée Hercule Poirot, avec David Suchet dans le rôle-titre.